# Yoroa taylori
Yoroa taylori is een spinnensoort in de taxonomische indeling van de kogelspinnen (Theridiidae).
Het dier behoort tot het geslacht Yoroa. De wetenschappelijke naam van de soort werd voor het eerst geldig gepubliceerd in 2000 door Harvey & Waldock.